# Liste der Monuments historiques in Jallerange
Die Liste der Monuments historiques in Jallerange führt die Monuments historiques in der französischen Gemeinde Jallerange auf.

## Liste der Immobilien
| Bezeichnung           | Beschreibung                                                              | Standort                          | Kennzeichnung | Schutzstatus | Datum | Bild           |
| --------------------- | ------------------------------------------------------------------------- | --------------------------------- | ------------- | ------------ | ----- | -------------- |
| Château de Jallerange | Schloss, von 1742 bis 1754 erbaut; mit Wirtschaftsgebäuden und Parkanlage | Grande Rue, rue du Château (Lage) | PA00101656    | Classé       | 2015  | weitere Bilder |

## Liste der Objekte
| Bezeichnung | Beschreibung          | Standort                                     | Kennzeichnung | Schutzstatus | Datum | Bild |
| ----------- | --------------------- | -------------------------------------------- | ------------- | ------------ | ----- | ---- |
| Glocke      | Bronze, 1750 gegossen | in der Kirche Assomption-de-la-Vierge (Lage) | PM25000837    | Classé       | 1942  |      |